# Microdendron
Microdendron là một chi rêu trong họ Polytrichaceae.